# Lilongwe
Lilongwe Malawi fővárosa. Lakossága 781 538 fő volt 2012-ben. Malawi legfőbb észak-déli autóútja, az M1-es rajta keresztül halad.

## Földrajz
A város a Malawi középső részét elfoglaló fennsíkon, a Lilongwe folyócska partján, 1080 méteres tengerszint feletti magasságban fekszik.

### Éghajlat
A város magas fekvése mérsékli az ország trópusi szavanna éghajlatának melegét. A havi középhőmérséklet júliusban 15,5 °C, januárban pedig 21,5 °C körül mozog.
Az évi csapadék mennyisége átlag 850 milliméter, mely csapadékmennyiség túlnyomó része a novembertől márciusig tartó esős évszak záporaiban zúdul le.
| Hónap                         | Jan. | Feb. | Már. | Ápr. | Máj. | Jún. | Júl. | Aug. | Szep. | Okt. | Nov. | Dec. | Év   |
| ----------------------------- | ---- | ---- | ---- | ---- | ---- | ---- | ---- | ---- | ----- | ---- | ---- | ---- | ---- |
| Rekord max. hőmérséklet (°C)  | 32,0 | 31,0 | 31,0 | 30,0 | 31,0 | 29,0 | 28,0 | 31,0 | 33,0  | 35,0 | 36,0 | 33,0 | 36,0 |
| Átlagos max. hőmérséklet (°C) | 26,0 | 26,0 | 26,0 | 26,0 | 25,0 | 23,0 | 23,0 | 25,0 | 27,0  | 30,0 | 30,0 | 27,0 | 26,2 |
| Átlaghőmérséklet (°C)         | 21,0 | 21,0 | 21,0 | 19,0 | 17,0 | 15,0 | 14,0 | 16,0 | 19,0  | 22,0 | 23,0 | 22,0 | 19,2 |
| Átlagos min. hőmérséklet (°C) | 17,0 | 17,0 | 16,0 | 13,0 | 10,0 | 7,0  | 6,0  | 7,0  | 11,0  | 14,0 | 16,0 | 17,0 | 12,6 |
| Rekord min. hőmérséklet (°C)  | 12,0 | 11,0 | 10,0 | 4,0  | 2,0  | −1,0 | −3,0 | −1,0 | 1,0   | 8,0  | 11,0 | 10,0 | −3,0 |
| Átl. csapadékmennyiség (mm)   | 200  | 210  | 130  | 30   | 0    | 0    | 0    | 0    | 0     | 0    | 70   | 170  | 810  |
| Forrás: Weatherbase           |      |      |      |      |      |      |      |      |       |      |      |      |      |

## Története
A város a 20. század elején nőtte ki magát brit gyarmati közigazgatási központtá, előtte kis folyóparti falu volt. A kedvező fekvése miatt Malawi legnagyobb városa lett. A fővárost 1974-ben helyezték át ide (előtte Zomba volt a főváros). Gazdaságilag azonban nem tudott versenyre kelni Blantyre-rel, az ország legnagyobb városával.

## Gazdasága

Lilongwe, piac

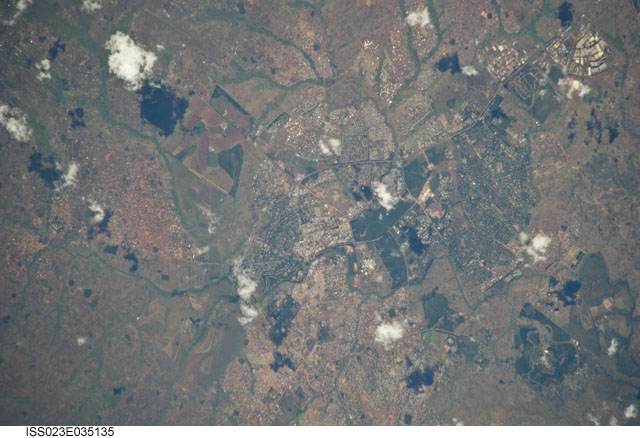
Lilongwe műholdképen

Tea és dohánykereskedelem, valamint dohány és élelmiszeripar, mely a környék gyorsan fejlődő mezőgazdaságához kapcsolódik.
A dohányt vagy nagy ültetvényeken termesztik, vagy egyéni gazdálkodók kis gazdaságokban. A leveleket betakarítják és szárítják, természetes napsütésben vagy fűtött szárítóban, majd Lilongwéba hozzák eladásra. Itt aukciós csarnokokba kerül (ezek mérete több repülőgép hangárénak felel meg) 80-100 kilós bálákban, amiket hosszú sorokban helyeznek el. Itt a vevők megtekinthetik az árut, ami  eladás és helyi feldolgozás után közúton többségében Durbanba kerül (Dél-Afrika), ahonnan tovább exportálják. Helyi fogyasztásra általában csak a gyengébb, flue minőségű dohány kerül.

## Közlekedés
Lilongwe és Blantyre között távolsági buszjárat közlekedik, az utazás nagyjából 4 órás. Közönséges és gyorsjárat is létezik. Helyi buszjárat van („Area 12” jelöléssel) a régi városrész és az új városközpont között.
A város központjától nagyjából 20 km-re északra található a nemzetközi repülőtér.
A várost nagyjából kelet-nyugati irányú vasútvonal köti össze nyugaton Chipata (Zambia) állomással. Keleti irányban Salima állomásig halad, majd a vonal déli irányba fordul, és délen Saronga városnál végződik. A vonal nincs villamosítva.